# Jack Southworth
John "Jack" Southworth (né à Blackburn le 11 décembre 1866 et mort le 16 octobre 1956), fut un footballeur anglais.
Il joue dans les débuts de l'ère professionnelle pour Blackburn Rovers FC et Everton FC et joue 3 fois pour l'Angleterre. Il finit meilleur buteur du championnat anglais en 1890–91 et 1893–94.

## Carrière de joueur

### Début de carrière
Il commence sa carrière de football à 12 ans au club junior des Inkerman Rangers. Il joue ensuite chez les Brookhouse Perseverance, partie junior des Blackburn Olympic FC. Southworth est promu dans l'équipe seconde des Olympic en 1883–84. Son habilité est vite reconnue et il est rapidement nommé capitaine de l'équipe seconde et de la première réserve. C'est à cette époque qu'il rejette une première approche des Blackburn Rovers FC qui voulait l'engager.
Lors d'un match contre Accrington FC, il subit une sérieuse blessure au genou. Il perd alors de sa mobilité et devient gardien de but pour Blackburn Olympic. Après une défaite en finale de la Lancashire Cup contre Blackburn Rovers en 1885, il se blesse à son autre jambe contre Vale of Lune FC. L'année suivante, il signe quand même un contrat avec Chester City FC, une équipe récemment formée. Il inscrit ses premiers buts contre l'équipe rivale de Wrexham Olympic FC en 1886.
Lors de la saison 1885-86, malgré avoir signé un contrat pro à Chester, il retourne à Blackburn Olympic lors du premier tour de la FA Cup. En conséquence, la Fédération le suspend pour 4 mois.
Également musicien, il en pratique au théâtre à Chester et retourne ensuite à l'Olympic, au poste d'attaquant. Guéri de ses blessures, il devient un attaquant à succès, et, en 1887–88 rejoint Blackburn Rovers, lui et son frère James. Lui et son frère jouaient au Royalty Theatre de Chester, avec Jack au violon et James comme chef d'orchestre.

### Blackburn Rovers
La saison 1888-89 commence en septembre 1888. Le premier match de Rovers a lieu le 15 septembre. Ils inscrivent 10 buts à Accrington FC, et c'est Southworth qui inscrit le premier but du match. Southworth inscrit son premier triplé contre Burnley FC en novembre. Lors d'un match de FA Cup contre Aston Villa FC, Southworth marque 4 buts lors d'une victoire 8–1, avant de jouer les demi-finale contre les Wolves. Blackburn finit 4e de la saison et Southworth ne manque qu'un seul des 22 matchs de son équipe et est meilleur buteur de l'équipe avec 17 buts, et 4 en coupe.
Southworth est surnommé « Prince of Dribblers » et est un redoutable buteur, il marque dans chacun de ses 3 matchs pour l'Angleterre. Il joue son premier match contre le Pays de Galles le 23 février 1889 et inscrit un des 4 buts de l'équipe (victoire 4-1). Southworth marque dans ses deux autres matchs contre les Gallois en 1891 et l'Écosse en 1892.
En 1889–90, Southworth inscrit un triplé lors d'un 9–1 à domicile contre Notts County FC, un quadruplé lors d'un 5–1 contre West Bromwich Albion FC à Ewood Park, et encore un triplé en janvier lors d'un 8–0 contre Stoke City. Il inscrit un but en demi-finale de la FA Cup contre les Wolves. Blackburn finit 3e du championnat, avec 22 buts de Southworth.
Ils remportent la finale de la FA Cup le 29 mars 1890 contre Sheffield Wednesday FC. Blackburn est alors constituée de 9 internationaux anglais et écossais.
Rovers ouvre la saison 1890–91 sur une défaite 8–5 contre Derby County FC malgré un triplé de Southworth. Il se répète lors d'une défaite 5–1 contre Aston Villa FC en décembre. Lors de la première semaine de l'année 1891, Rovers avec 3 buts de Southworth écrasent 8–0 à domicile Derby County, puis 7–0 Chester FC en FA Cup, avec le 4e triplé de Southworth de la saison. Il en réinscrit un lors d'un 4–0 contre Accrington FC. Southworth manque de nombreux matchs à cause de blessures mais finit sa saison avec 26 buts (plus 6 en coupe), ce qui fait de lui le meilleur buteur du championnat.
Blackburn atteint la finale de la FA Cup en 1891. Cette finale jouée contre Notts County FC à Kennington Oval le 21 mars, voit Rovers l'emporter une fois de plus avec un but de Southworth (victoire 3–1).
En 1891–92, Southworth continue dans sa forme prolifique. Il continue à marquer, dont un triplé contre Bolton Wanderers FC et un quadruplé en FA Cup au premier tour contre Derby County FC. Malgré cela, Blackburn finit 9e. Southworth est encore meilleur buteur de la ligue avec 22 buts. Après 4 saisons, Southworth inscrit 87 buts en 85 matchs.
Blackburn finit 9e en 1892–93 et Southworth n'inscrit que 10 buts en 23 matchs. Blackburn rencontre ensuite des problèmes financiers à cause du coût de construction d'Ewood Park qui n'atteint pas les résultats escomptés en termes de spectateurs. Ils doivent donc vendre certains joueurs dont Southworth qui part pour Everton FC pour 400 £.
Durant les cinq années passées à Blackburn Rovers, il a inscrit 97 buts en 108 matchs, ainsi que 22 buts en 21 matchs de coupe. Cela reste un record à Blackburn pour le plus de triplés inscrits par un joueur en une saison (1890–91), et le nombre de triplés sur une carrière (13).

### Everton
Everton s'attache les services de Jack Southworth juste pour une saison, pour remplacer la blessure de Fred Geary. Il est immédiatement un joueur clé et apprécié des supporters d'Everton. Il inscrit dans sa seule saison 27 buts en seulement 22 matchs, dont 2 en 10 matchs durant la période de Noël. Lors d'un 8-1, il inscrit un triplé contre les Wolves puis 6 buts lors d'un 7–1 contre West Bromwich Albion FC le 30 décembre 1893 ; Cela reste toujours un record à Everton. Malgré les records de Southworth, Everton finit la saison à la 6e place.
La saison suivante, il finit avec 9 buts en 9 matchs avant une grave blessure qui le fait mettre un terme à sa carrière. En deux saisons, il inscrit 36 buts en 31 matchs.

## Après-football
Après sa carrière de joueur, il s'essaie à de nombreuses autres activités ; Jack Southworth pratique également la musique et est un violoniste professionnel à la Halle Orchestra de Manchester.
Southworth meurt en 1956 à l'âge de 89 ans.

## Palmarès
Blackburn Rovers FC
- Meilleur buteur du Championnat d'Angleterre de football (1) :
  - 1891: 26 buts[4].
- Nombre de triplés en une saison : 5 (1890–91)
- Nombre de triplés : 13
- Vainqueur de la FA Cup (2) :
  - 1890 & 1891.

Everton FC
- Meilleur buteur du Championnat d'Angleterre de football (1) :
  - 1894: 27 buts[4].
- Le plus de buts en un seul match : 6 (contre West Bromwich Albion FC, 30 décembre 1893)